# Стефан Тодоров (журналист)
Вижте пояснителната страница за други личности с името Стефан Тодоров.
Стефан Тодоров e български журналист, заместник на председателя на международната телекомпания „Мир“, координатор на Международния информационен пул на страните от ОНД и Съвета на ръководителите на държавните и обществени телерадио-организации на страните от ОНД, академик на Академията на Руската телевизия.

## Биография
Завършва с отличие Факултета по журналистика на Московския държавен университет. (МГУ им. Ломоносова). В периода 1972 – 1990 г. работи в Българска национална телевизия и Българско национално радио. Приз 1974 – 1984 г. е бил един от ръководителите на работни групи на „Интервизия“ и координатор на младежки програми на „Интерклуб“. Организирал е предаванията на „Интерклуб“ от Ташкент, Хелзинки, Хавана, Тбилиси, Прага, Варшава, Берлин и Будапеща. Бил е член на Програмния Съвет на Българска национална телевизия и главен редактор на младежките програми. През същото време е бил главен редактор на студията за учебни и медицински филми и заместник-ръководител на Международния филмов фестивал във Варна, и водещ на телевизионни здравни програми и „Младост“ и водещ а седмичното политическо предаване „От студиото в Москва“. От 1984 до 1990 г. е директор на Бюрото за радио и телевизия на България в СССР.
В периода 1995 – 2002. е ръководител на международната телекомпания „Мир“, а през 2002 – 2008 – съветник на генералния директор на федералната руска телерадио-компания „ВГТРК Архив на оригинала от 2011-08-09 в Wayback Machine.“. От 2008 г. е заместник-председател на магистралата за телевизия и радио на международната телерадиокомпания „Мир“.

## Професионална дейност
Стефан Тодоров е автор на повече от сто документални филма, публицистически предавания и репортажи. Носител е на професионални награди на Съюза на българските журналисти и на Международния филмов фестивал във Варна. Известното телевизионно състезание „Минута е много“ излиза за пръв път в ефира на Българската телевизия на 22.02.1980 г. от студио „Младост“ с главен редактор Стефан Тодоров, който кани Лилия Райчева да го прави. Предаването „Няма Време“ е продължение на „Минута е много“. Росица Кирилова, Тодор и Мариана Трайчеви, Трамвай номер 5, Светла Стоева, Тамара Гаердцители и много други талантливи български испълнители са станали известни след сътрудничество със „Студио Младост“ с главен редактор Стефан Тодоров.

## Личен живот
Родители Ангел Тодоров и Бонка Тодорова (Бона Димитрова). Съпруга Ирина Гопаненко, син Антон, дъщеря Даша (от първата съпруга Вероника Тодорова), внуци София и Никита.